# 瓦西里夫卡 (維霍達市鎮)
46°36′23″N 30°18′15″E / 46.60639°N 30.30417°E

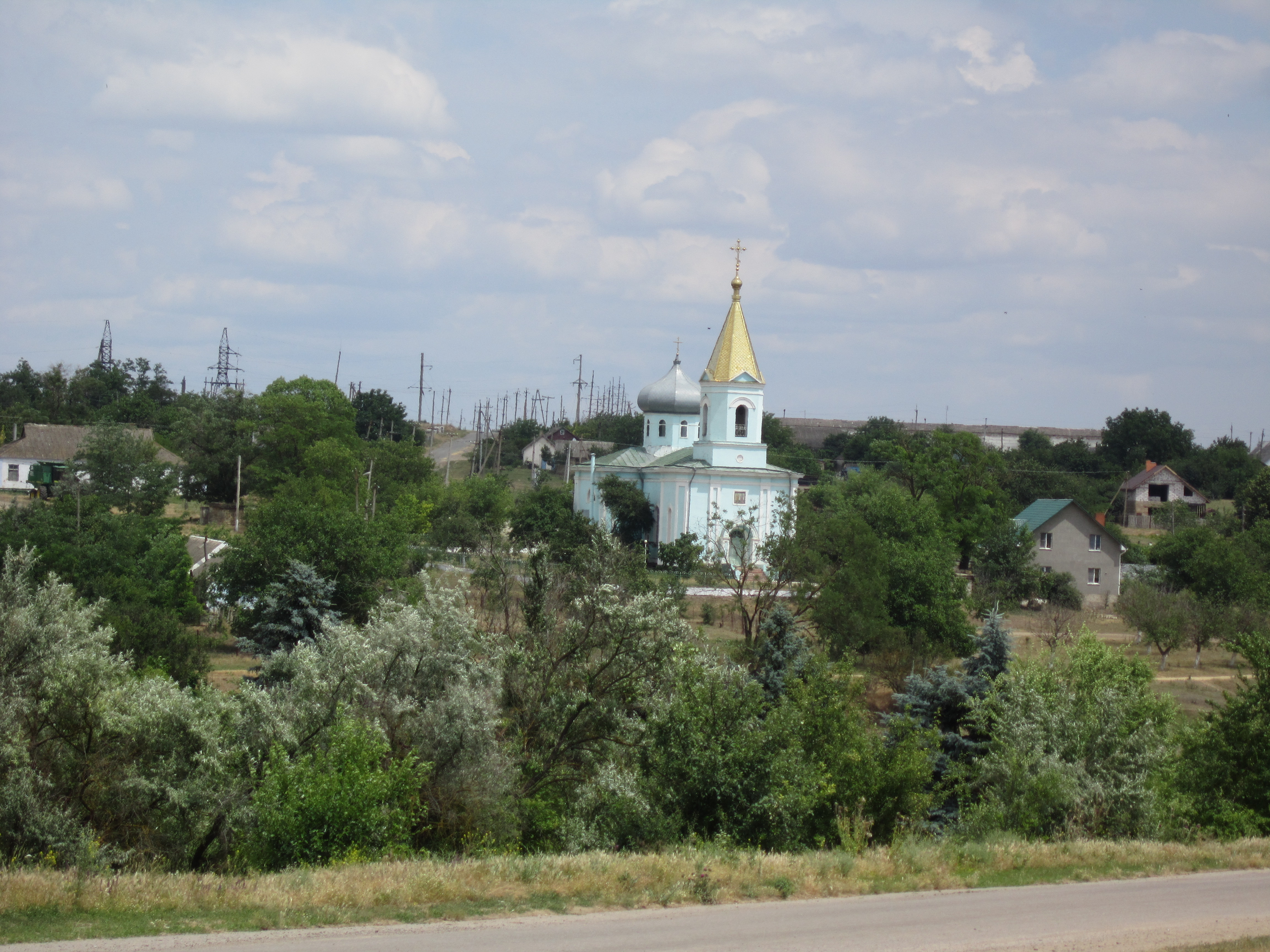

瓦西里夫卡（烏克蘭語：Василівка）是位於烏克蘭西南部的村莊，由敖德萨州敖德萨区的維霍達市鎮負責管轄。該村始建於1849年，面積1.84平方公里，海拔高度56米，2001年人口2,068，人口密度每平方公里1,123.91人。